# Wolfgang Born (General)
Wolfgang Born (* 9. November 1949 in Landau in der Pfalz) ist ein Generalleutnant a. D. der Luftwaffe der Bundeswehr und war zuletzt Leiter der Abteilung Personal (P) im Bundesministerium der Verteidigung.

## Leben

### Militärische Laufbahn

#### Ausbildung und erste Verwendungen
Nach dem Abitur 1968 trat Born als Offizieranwärter der Luftwaffe in den Dienst der Bundeswehr. Nach der Ausbildung zum Offizier erhielt er 1971 die Beförderung zum Leutnant und diente seitdem als Zugführer u. a. in der 4. Kompanie des Offizierausbildungsbataillons der Luftwaffe und anschließend als Oberleutnant und Hörsaalleiter an der Offizierschule der Luftwaffe (OSLw). Von 1976 bis 1979 diente Born als Staffelchef der Unteroffizierslehr- und Sicherungsstaffel (ULS) des Jagdbombergeschwaders 34 in Memmingen. Während dieser Verwendung erhielt er die Beförderung zum Hauptmann.
Von 1979 bis 1981 war Born in Hannover als Adjutant des Befehlshabers des Wehrbereichskommandos II, Generalmajor Wilhelm Garken, eingesetzt.

#### Dienst als Stabsoffizier
Von 1981 bis 1983 absolvierte Born 26. Generalstabslehrgang Luftwaffe an der Führungsakademie der Bundeswehr in Hamburg, wo er zum Offizier im Generalstabsdienst ausgebildet wurde, und wurde hiernach zum Major befördert. Von 1983 bis 1985 diente er im Stab der 2. Luftwaffendivision in Birkenfeld als Abteilungsleiter Personal (A1). Im Anschluss daran wurde Born nach Köln-Wahn versetzt, wo er von 1985 bis 1987 als Dezernatsleiter beim Luftflottenkommando unter dem Kommando des Chefs des Stabes, den Brigadegeneralen Peter Haarhaus und Siegfried Pacholke, diente.
1987 wechselte Born schließlich in das Bonner Bundesministerium der Verteidigung und war dort bis 1989 als Referent in der Personalabteilung (P IV 1) eingesetzt. Von 1989 bis 1991 kommandierte Born als Oberstleutnant das II. Bataillon des Luftwaffenausbildungsregiment 2 im niederländischen Budel. Von 1991 bis 1993 war Born abermals im Verteidigungsministerium eingesetzt, diesmal als Referent in der Planungsabteilung (P IV 3).
1993 wurde er schließlich vom Dienst beurlaubt, um als Referent im Deutschen Bundestag zu arbeiten.
Zurück im Dienst war Born von 1995 bis 1996 im Kölner Luftwaffenamt als Chef des Stabes von Generalmajor Botho Engelien eingesetzt. Im Anschluss daran wurde Born nach Bonn versetzt, wo im Bundesministerium der Verteidigung er zuerst im Führungsstab der Luftwaffe (FüL IV 1) und anschließend von 1998 bis 2000 in der Personal-, Sozial- und Zentralabteilung (PSZ IV 5) als Referatsleiter diente.

#### Dienst im Generalsrang
Mit der Beförderung zum Brigadegeneral übernahm Born von 2000 bis 2003 den Posten des Stabsabteilungsleiters I im Führungsstab der Luftwaffe (FüL I) unter dem Kommando des Chefs des Stabes, Generalmajor Heinz Marzi, und war damit zuständig für Personal, Ausbildung und Organisation. Am 22. September 2003 übernahm Born von Brigadegeneral Bodo Blaas das Luftwaffenausbildungskommando in Köln-Wahn und führte dies bis 2005.
2005 übernahm Born das ebenfalls in Köln ansässige Personalamt der Bundeswehr. Während dieser Verwendung wurde er zum Generalmajor ernannt. Dieses Kommando gab er 2006 an Brigadegeneral Manfred Schlenker ab. Zum 1. Dezember 2006 übernahm er schließlich im Bundesministerium der Verteidigung von Generalmajor André-Dieter Gubernatis den Posten des stellvertretenden Leiters der Personal-, Sozial- und Zentralabteilung (PSZ) unter der Leitung von Georg Wilmers. Zum 1. April 2010 folgte Born Wilmers schließlich auf dem Posten des Abteilungsleiters nach und wurde gleichzeitig zum Generalleutnant befördert. Zudem wurde Born im Juni 2011 von Verteidigungsminister Thomas de Maizière mit der Leitung der Einzelprojektgruppen zur Neuausrichtung der Bundeswehr Personalmanagement/Nachwuchsgewinnung, Reformbegleitprogramm und Bildungs- und Qualifizierungslandschaft  beauftragt.
Am 11. September 2014 wurde Generalleutnant Wolfgang Born zum Abschied mit einem Großen Zapfenstreich geehrt. Seine Dienstzeit endete zum 30. September 2014.

### Privates
Born ist verheiratet und hat zwei Kinder.